# Fotografia kryminalistyczna

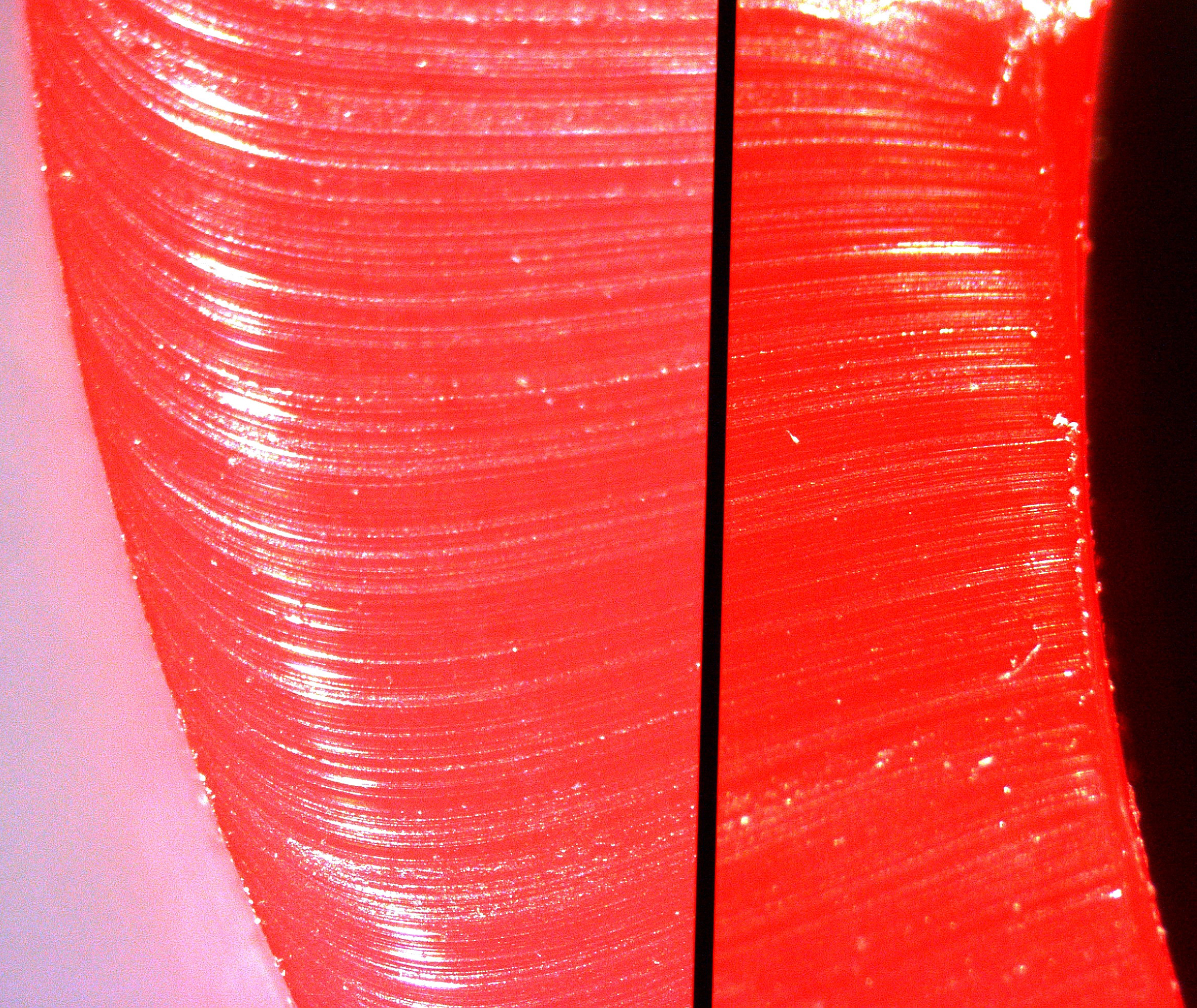
Zdjęcie wykonano pod mikroskopem podczas badań kryminalistycznych śladu narzędzia, którym przecięto kable. Zdjęcie przedstawia zgodność rys narzędzia na dwóch przeciętych kablach.

Fotografia kryminalistyczna – wspiera techniki śledcze policji rejestrując: miejsce zdarzenia i ślady odkryte w tym miejscu lub poza nim, ale mogące mieć związek ze zdarzeniem.
Na potrzeby ekspertyz i badań nad zabezpieczonymi śladami oraz ich dokumentacji i wizualizacji fotografia kryminalistyczna wykorzystuje cały dostępny zasób metod fotograficznych, m.in.: fotografię mikroskopową (mikroślady, grafologia), fotografię hiperspektralną w zakresie widzialnym, w podczerwieni (np. ujawnia niewidoczny gołym okiem usunięty chemicznie tekst pisany), i ultrafiolecie (np. celem dokumentacji niewidocznych umiejscowionych pod skórą zasinień, podbiegnięć krwawych). Rozwój innych technik śledczych stale stawiał wyzwania fotografii kryminalistycznej, która korzystała ze wszelkich technik i nauki oraz eksperymentów (daktyloskopia) by dokonać rejestracji śladów, a także tego co niewidzialne gołym okiem (np. tekst na spopielonym dokumencie) w imię ujawnienia prawdy i sprawcy. Najwięcej dokonań w zastosowaniu nowości i prowadzeniu eksperymentów ma KGMO, obecnie Komenda Główna Policji.
Fotografia kryminalistyczna wykorzystuje obecnie także techniki analogowe i cyfrowe rejestracji obrazu, jednak ze względu na możliwość komputerowej manipulacji przy zdjęciach cyfrowych (ekspertyzy, analizy, makro- i mikrofotografia), techniki tradycyjne fotochemiczne są nadal niezastąpione i nie rodzą takich niebezpieczeństw (obrona przestępcy zawsze może próbować skutecznie obalić wyniki ekspertyzy udokumentowanej metodą cyfrowej fotografii).
Specyficznym rodzajem fotgrafii kryminalistycznej jest fotogragrafia sygnalityczna.